# 康塔羅斯酒杯

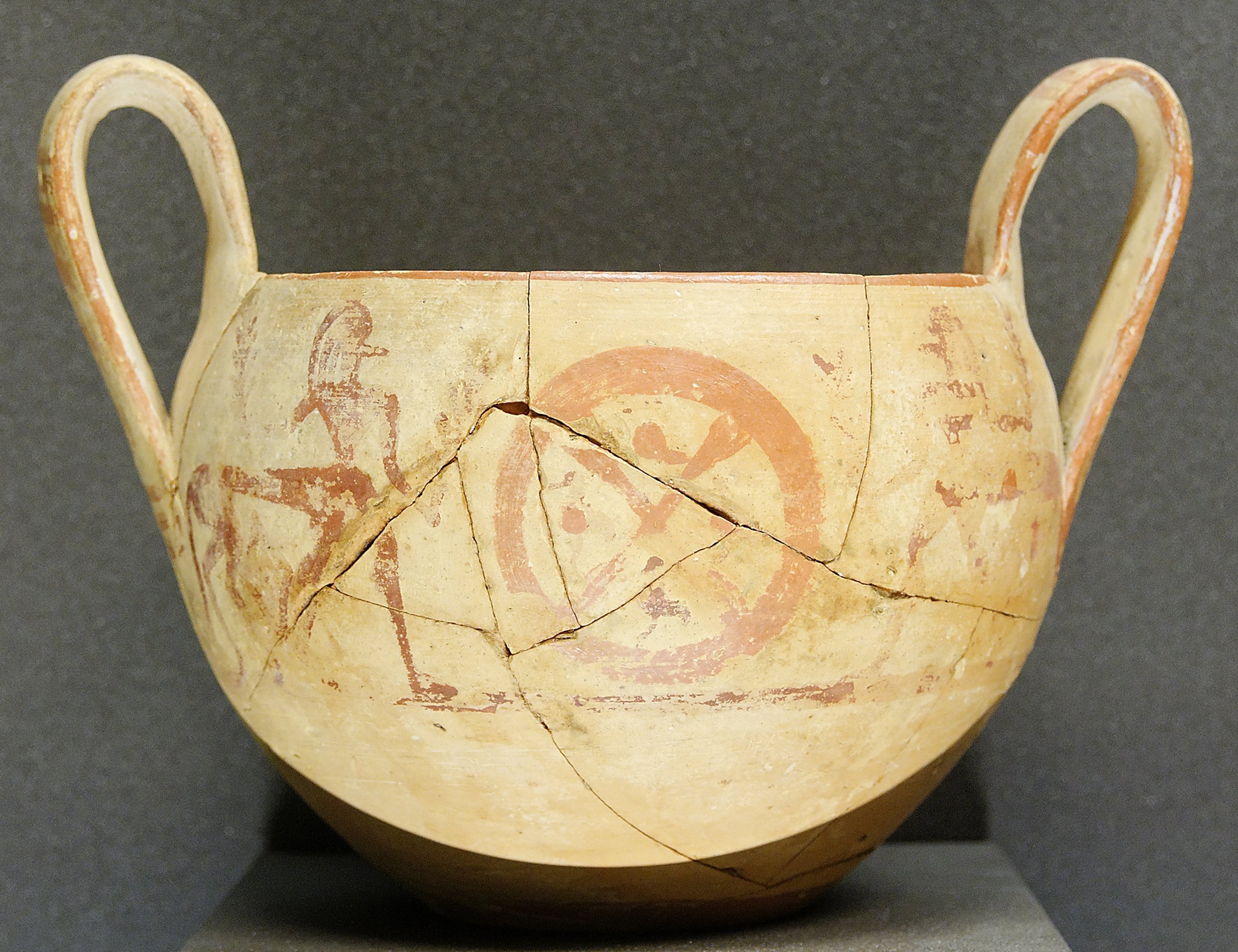
ca. 715BC–700BC

康塔罗斯酒杯（古希腊语：κάνθαρος，英语：kantharos或cantharus）是古希腊的一种杯子，可能用于饮用，供仪式使用或供奉。
它的外型具有高悬的握把，向下接于容器侧部的底部。

## 图册

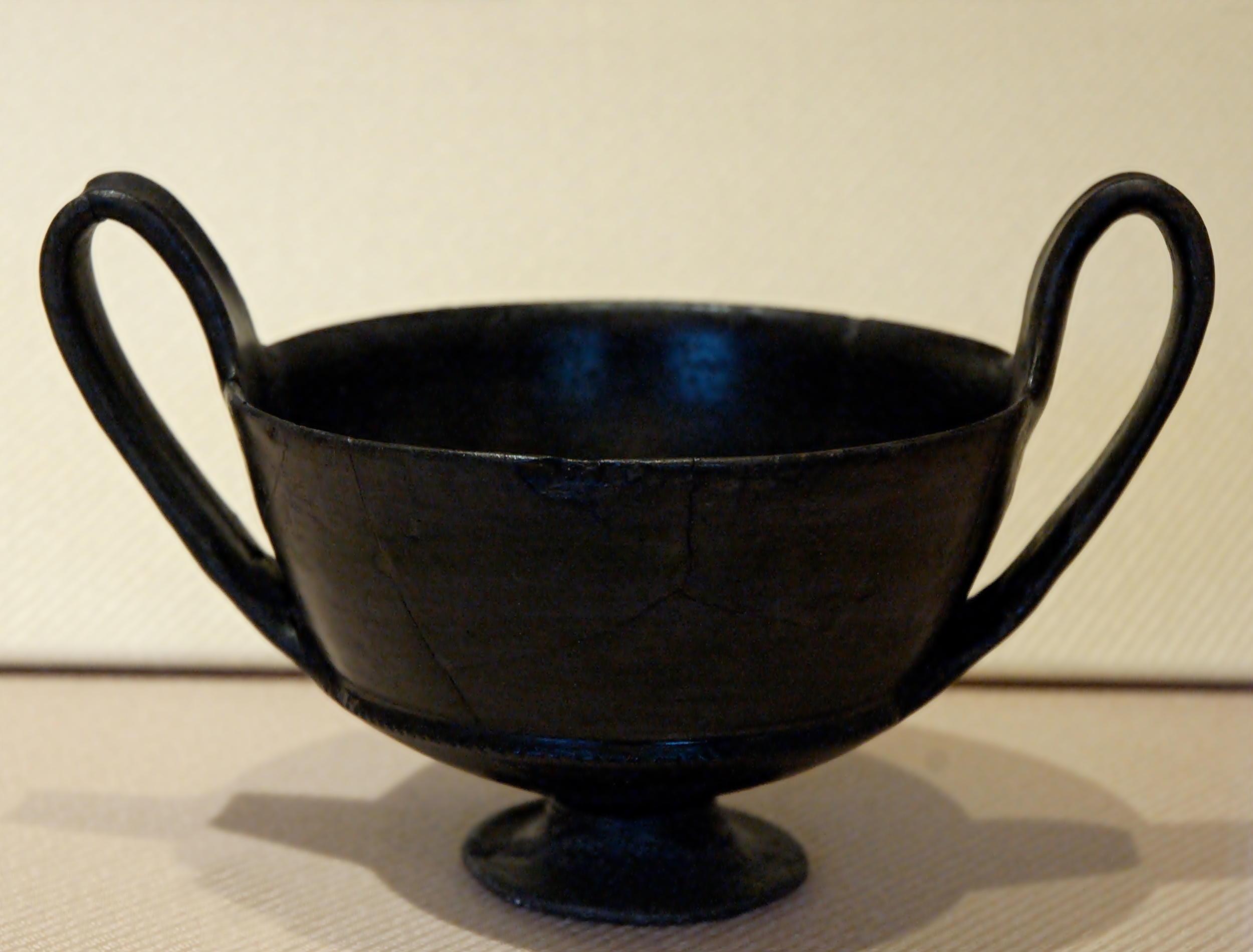
布切罗康塔羅斯酒杯（拉丁文化，公元前 830-730 年）
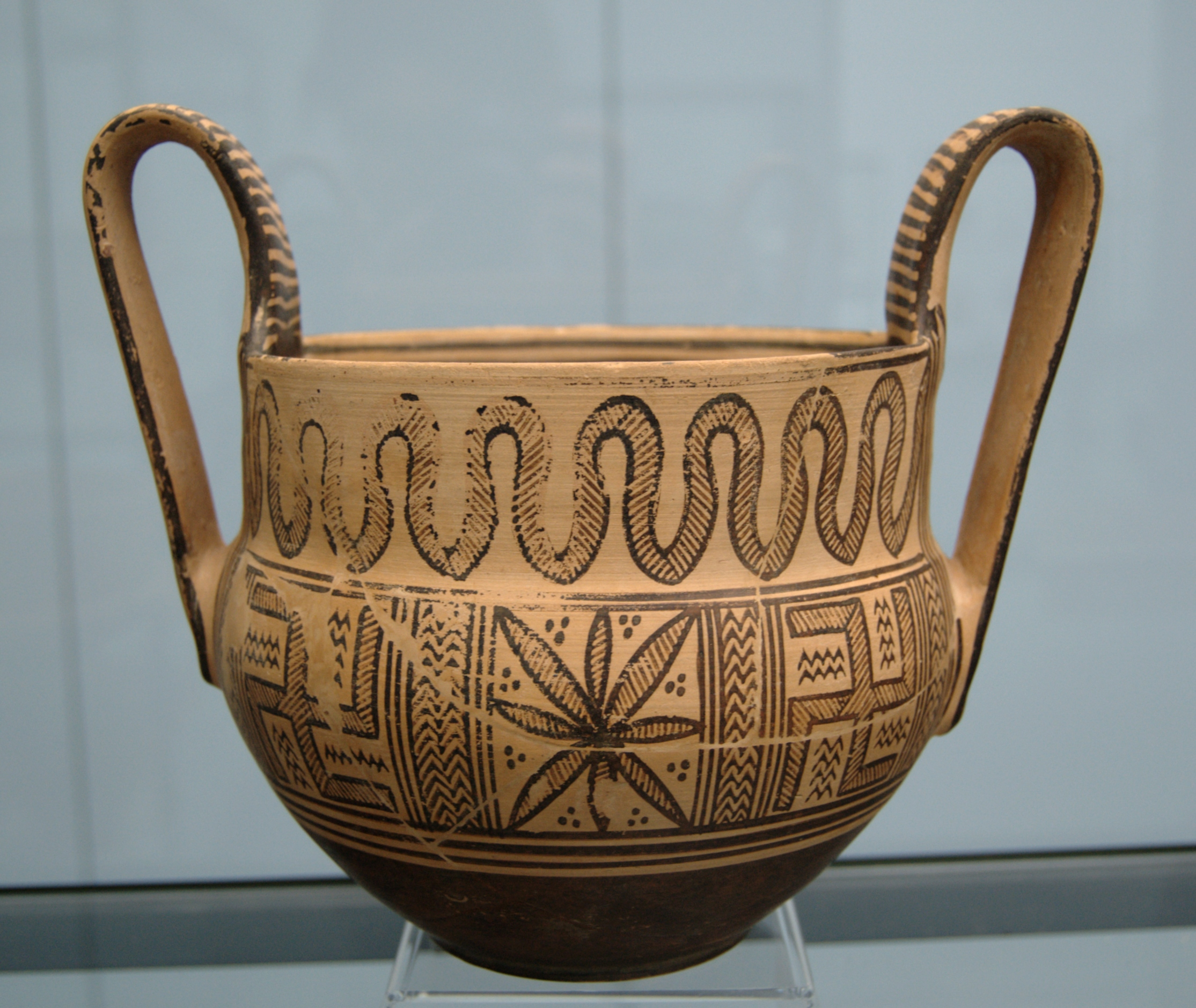
几何葬礼康塔羅斯酒杯（阿提卡，约公元前 780 年）
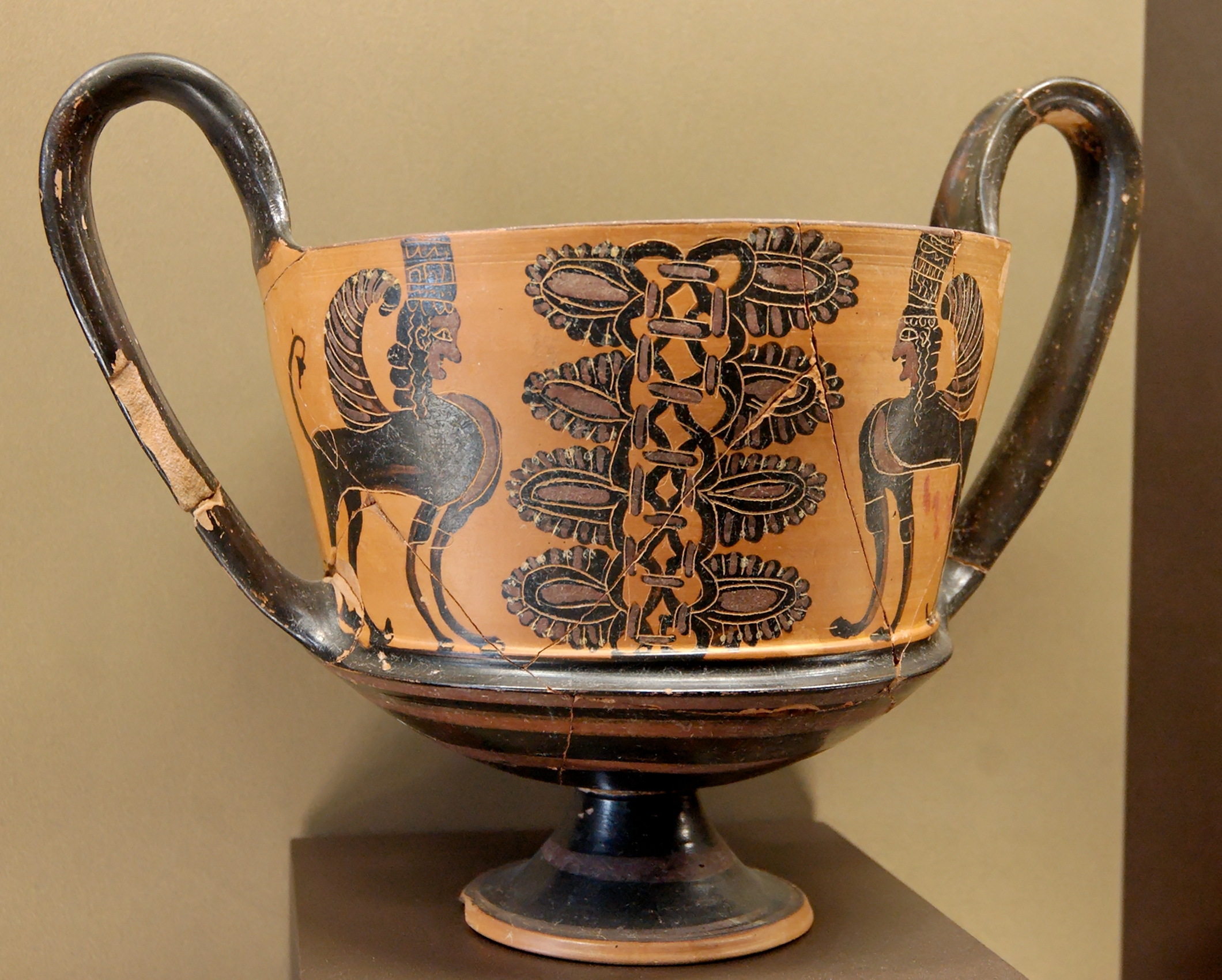
黑色人物康塔羅斯酒杯，带有狮身人面像（Boeotia，约公元前 550 年）
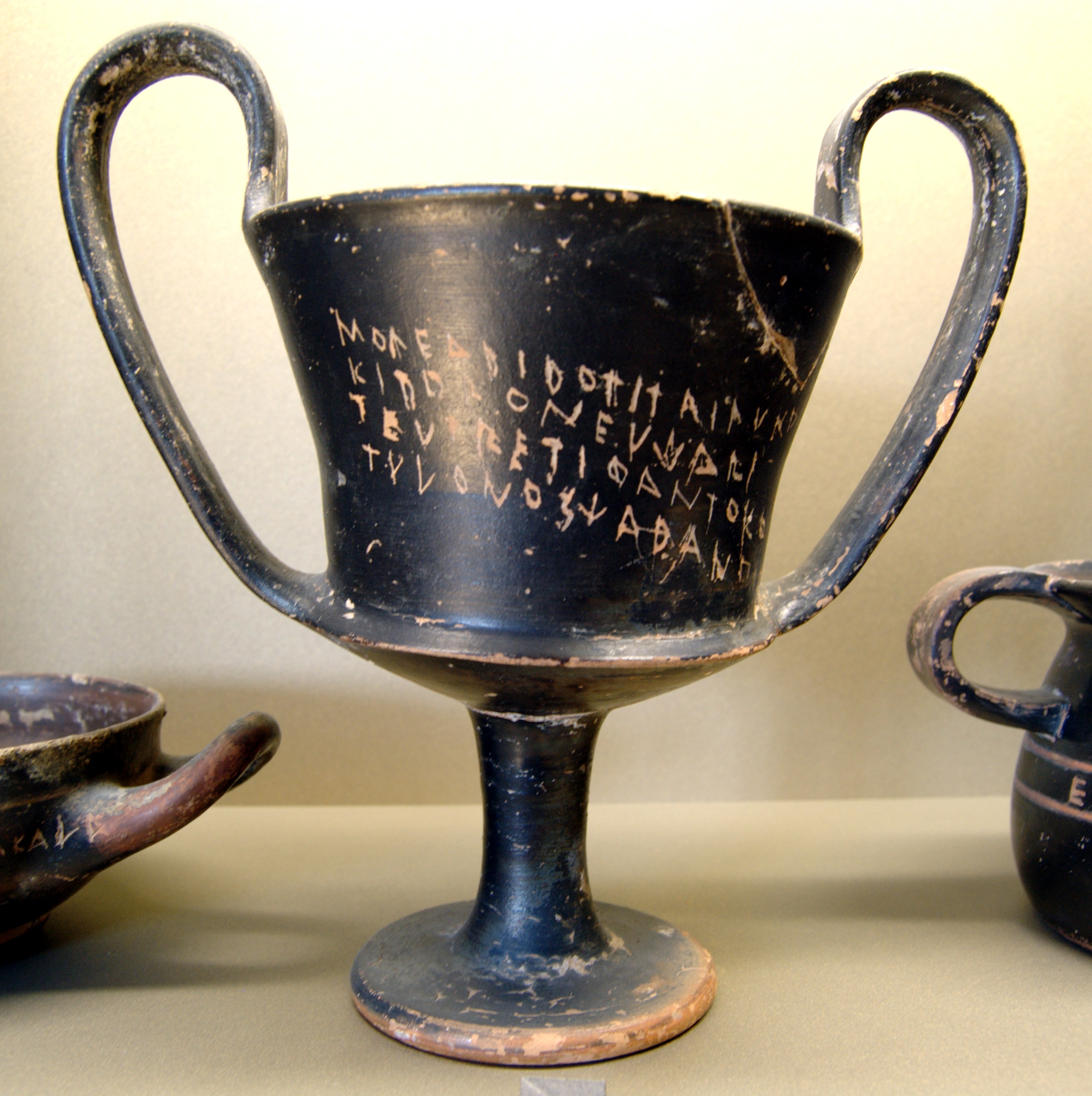
黑釉康塔羅斯酒杯，带维奥提亚铭文（Thespiae，公元前 450-425 年）
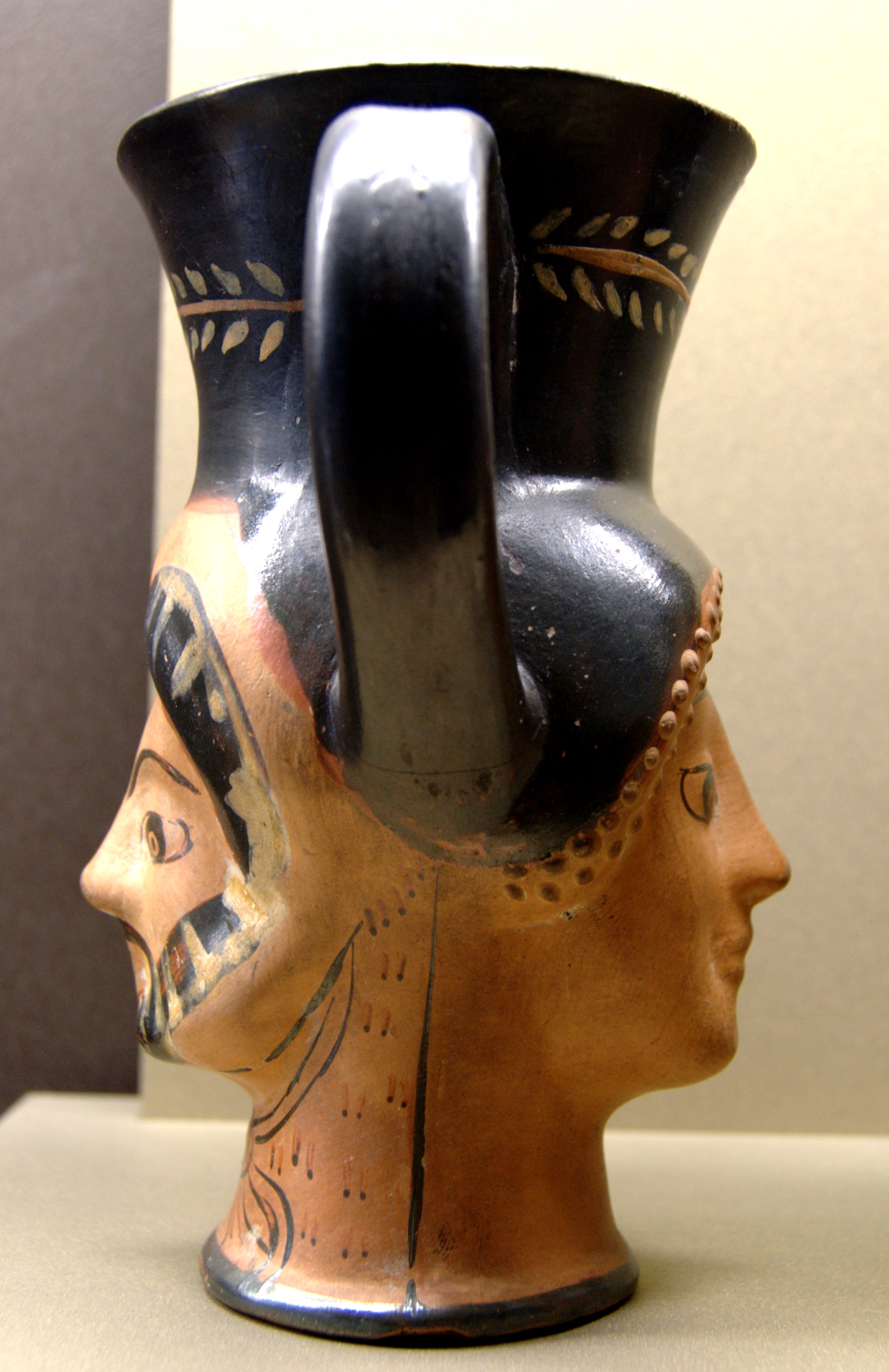
詹妮弗康塔羅斯酒杯，赫拉克勒斯和女人的侧视图（公元前 480-460 年）
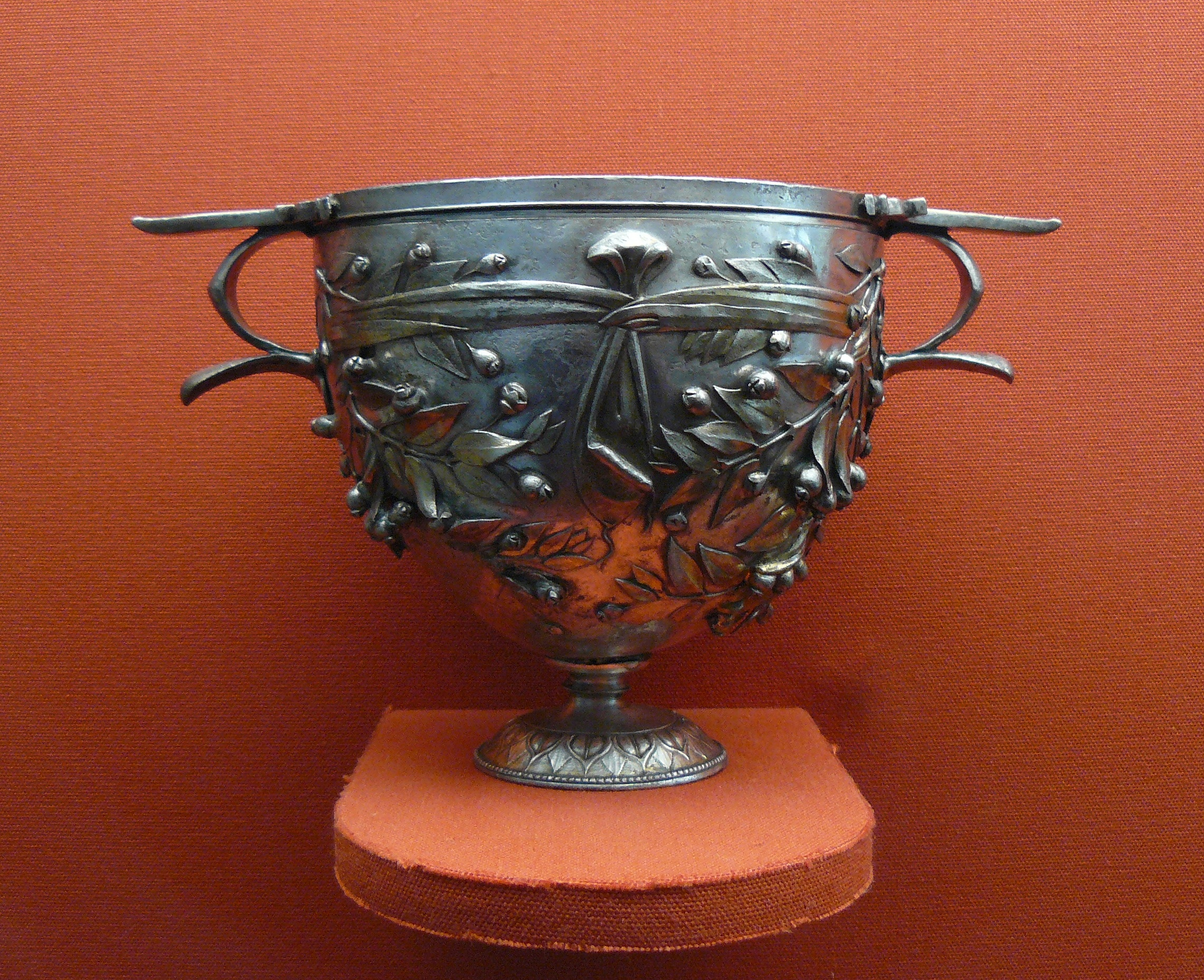
银斑蝥康塔羅斯酒杯（高卢，今 Alise-Sainte-Reine，公元前 1 世纪后期）